# Ngangkatan
Ngangkatan is een bestuurslaag in het regentschap Nganjuk van de provincie Oost-Java, Indonesië. Ngangkatan telt 3027 inwoners (volkstelling 2010).